# 1947 год в истории метрополитена
В этой статье перечисляются основные  события из истории метрополитенов в 1947 году. Полужирным шрифтом выделены открытия новых транспортных систем.

## События
- 30 июня — открытие станций Хэнжер-Лэйн[англ.] и Перивэйл[англ.] Центральной линии Лондонского метрополитена.
- 3 сентября — возобновление строительства Ленинградского метрополитена после Великой Отечественной войны[1].
- 6 сентября — Московский метрополитен награждён Орденом Ленина[2].
- 7 сентября — на линиях Московского метро выпущены вагоны типа «Г»[3].
- 23 ноября — открытие станции Уайт-Сити[англ.] Центральной линии Лондонского метрополитена.
- 14 декабря — открытие станций Гэнтс-Хилл[англ.], Редбридж[англ.] и Уонстед[англ.] Центральной линии Лондонского метрополитена.
- 21 декабря — открытие второго (восточного) вестибюля станции «Площадь Революции»[4].
- Начало внедрения интервальных часов на станциях Московского метро[3].